# Carol Yager
Carol Yager  (26 tháng 1 năm 1960 - 18 tháng 7 năm 1994) là một trong những người béo phì trầm trọng nhất trong lịch sử. Yager hoặc có lẽ đáng chú ý do đã giảm cân theo cách tự nhiên (không phẫu thuật) phương tiện, trong thời gian được ghi chép tài liệu ngắn nhất (198lbs. trong ba tháng). Trong khi những người khác đã giữ kỷ lục về tổng trọng lượng giảm, một số đã được hỗ trợ phẫu thuật giảm cân hoặc giải phẫu thẩm mỹ loại bỏ các mô dư, và tất cả đã qua thời gian dài hơn; 2 tháng (với sự hỗ trợ phẫu thuật) trong trường hợp nắm giữ kỷ lục Guinness của Michael Hebranko, và 107 tháng cho Jon Brower Minnoch (được cho là người đàn ông nặng nhất từng được ghi nhận). Người nữ giữ giữ kỷ lục Guinness, việc giảm cân của Rosalie Bradford đã hơn 1 năm (420 lbs trong năm đầu tiên), và cô ấy đã trải qua ít nhất năm buổi phẫu thuật để loại bỏ các mô trong thời gian đó.